# محمد عرب زاده
محمد بن محمد الإنطاكي البروسوي الشهير بـعرب زادة (1516 - 1562) عالم مسلم عثماني في القرن السادس عشر الميلادي/ العاشر الهجري. هو فقيه حنفي ومفسر وله مؤلفات بالعربية. ولد في إنطاكية. درّس في بروسه ثم القسطنطينية وغضب عليه شيخ الإسلام فضرب ونفي إلى بروسه مدة سنتين. وعفي عنه فأعيد إلى التدريس، ثم عيّن قاضياً بالقاهرة وركب البحر فلما اجتاز جزيرة رودس غرق بعض ركاب السفينة، وكان منهم. وكان قد كتب حواشي على عدة كتب، منها الهداية في الفقه للمرغيناني، العناية في شرح الهداية، أنوار التنزيل في التفسير للبيضاوي، مفتاح العلوم  للسكاكي، وفتح القدير .

## سيرته
هو محيي الدين محمد بن محمد بن عمر بن حمزة البروسوي الرومي الأنطاكي المعروف بعرب زاده الحنفي. وهو ابن الفقيه الواعظ محمد المعروف بمُلا عرب .ولد سنة 919 هـ/ 1516 م أو يقال 920 هـ/ 1517 م في إنطاكية - على بعد 30 كم من شاطئ البحر المتوسط في محافظة هتاي التركية حاليا - وأخذ عن علماء عصره، ولازم خير الدين معلم السلطان سليمان، وأكبّ على مطالعة الكتب، حتى صار من أكابر العلماء . درّس في بروسه ثم القسطنطينية وغضب عليه شيخ الإسلام فضرب ونفي إلى بروسه مدة سنتين. وعفي عنه فأعيد إلى التدريس، ثم عيّن قاضياً بالقاهرة. برز في الفقه وهو من أعلام الحنفية ومفسر في القرن العاشر الهجري. وكان فقيها، مشاركا في التفسير وغيره، ملمّا بالتأريخ وأشعار الناس . ولي التدريس بجكمجه، فبروسة، فالقسطنطينية .

توفى سنة 969 هـ/ 1562 م غريقا في جنوب إيجة البحر الأبيض.

## مؤلفاته
- تعليقة على العناية شرح الهداية
- حاشية على أنوار التنزيل للبيضاوي
- حاشية على صدر الشريعة
- حاشية على مفتاح العلوم للسكاكي
- شرح الهداية للمرغنياني في الفروع